# NGC 803
NGC 803 ist eine Spiralgalaxie vom Hubble-Typ Sc im Sternbild Widder auf der Ekliptik. Sie ist schätzungsweise 98 Millionen Lichtjahre von der Milchstraße entfernt und hat einen Durchmesser von etwa 40.000 Lj.

Im selben Himmelsareal befinden sich u. a. die Galaxien NGC 786, NGC 792, IC 192, IC 1774.
Das Objekt wurde am 15. Oktober 1784 von dem deutsch-britischen Astronomen Wilhelm Herschel entdeckt.